# Sudmühle
Sudmühle ist ein Stadtteil von Münster im Stadtbezirk Münster-Ost und gehört ebenso wie Mariendorf zu Gelmer und nicht, wie oft angenommen, zu Handorf.

## Geographische Lage
Die heutige Wohnzeile Sudmühle liegt im Nord-Osten von Münster, am Schifffahrter Damm und ist für die Münsteraner eher ein eigener Stadtteil als eine Wohnzeile von Gelmer, wobei Gelmer sich nördlich der genannten Hauptverkehrsstraße erstreckt, während Sudmühle sich (ebenso wie Mariendorf) südlich davon befindet und näher an Münster liegt.

## Geschichte
Der Name Sudmühles geht auf die gleichnamige Mühle zurück, die zu Haus Havichhorst gehörte. Die Geschichte Sudmühles begann mit der Ziegelei desselben Namens. Für die Arbeiter der Ziegelei wurde ein Bahnhaltepunkt gebaut, in dessen Nähe während der 1950er und 1960er Jahre eine Siedlung mit Einfamilienhäusern errichtet wurde. Mariendorf und Sudmühle gehörten bis 1975 zur Gemeinde Sankt Mauritz im Kreis Münster und wurden im Zuge der großen Kommunalreform in Nordrhein-Westfalen 1975 nach Münster eingemeindet. Sudmühle und Mariendorf werden auch nach dem Namen ihrer früheren Pfarrkirche zu Münster-Dyckburg zusammengefasst. Heute ist die Dyckburg-Kirche eine Nebenkirche der Handorfer Kirchengemeinde.
Heute befinden sich in Sudmühle unter anderem eine Groß-Mühle und ein Freibad, das mit einem Naherholungsgebiet den WersePark Sudmühle bildet, sowie das Westfälische Pferdezentrum.

## Verkehrsanbindung
Am Betriebsbahnhof Sudmühle zweigt die Güterumgehungsbahn Münster von der Bahnstrecke Wanne-Eickel–Hamburg ab. Bis 1979 wurde Sudmühle auch im Personenverkehr bedient.